# Tuffi ai campionati mondiali di nuoto 2007 - Trampolino 1 metro maschile
La gara dei tuffi dal trampolino 1 metro maschile dei campionati mondiali di nuoto 2007 è stata disputata il 20 e 21 marzo presso il Melbourne Sports and Aquatic Centre di Melbourne.
La gara, alla quale hanno preso parte 30 atleti, si è svolta in tre turni, in ognuno dei quali l'atleta ha eseguito una serie di sei tuffi.
La competizione è stata vinta dal tuffatore cinese Luo Yutong, mentre l'argento e il bronzo sono andati rispettivamente all'altro cinese He Chong e all'italiano Cristopher Sacchin.

## Programma
| Data          | Ora   | Turno        |
| ------------- | ----- | ------------ |
| 20 marzo 2007 | 10:00 | Eliminatorie |
| 21 marzo 2007 | 10:00 | Semifinale B |
| 21 marzo 2007 | 10:48 | Semifinale A |
| 21 marzo 2007 | 17:30 | Finale       |

## Podio
| Posizione | Atleta             | Nazionalità |
| --------- | ------------------ | ----------- |
| Oro       | Luo Yutong         | Cina        |
| Argento   | He Chong           | Cina        |
| Bronzo    | Cristopher Sacchin | Italia      |

## Risultati

### Preliminari
I migliori 12 punteggi accedono alle semifinali
| Pos. | Atleta               | Nazionalità | Punti  | Note |
| ---- | -------------------- | ----------- | ------ | ---- |
| 1    | Luo Yutong           | Cina        | 466.50 | Q    |
| 2    | He Chong             | Cina        | 423.30 | Q    |
| 3    | Siarhei Kuchmasau    | Bielorussia | 387.75 | Q    |
| 4    | Chris Colwill        | Stati Uniti | 387.05 | Q    |
| 5    | Tobias Schellenberg  | Germania    | 386.40 | Q    |
| 6    | Cristopher Sacchin   | Italia      | 378.45 | Q    |
| 7    | Artem Lvov           | Russia      | 378.10 | Q    |
| 8    | Jurij Kunakov        | Russia      | 375.10 | Q    |
| 9    | Illja Kvaša          | Ucraina     | 372.65 | Q    |
| 10   | Magnus Frick         | Svezia      | 370.00 | Q    |
| 11   | Patrick Hausding     | Germania    | 367.90 | Q    |
| 12   | Javier Illana        | Spagna      | 357.20 | Q    |
| 13   | Ken Terauchi         | Giappone    | 339.70 |      |
| 14   | Yuriy Shlyakhov      | Ucraina     | 336.20 |      |
| 15   | Emilio Colmenarez    | Venezuela   | 333.80 |      |
| 16   | Jean−Romain Delaloye | Svizzera    | 332.25 |      |
| 17   | Cimafej Hardzejčyk   | Bielorussia | 329.90 |      |
| 18   | Juan Guillermo Urán  | Colombia    | 326.70 |      |
| 19   | Víctor Ortega        | Colombia    | 325.90 |      |
| 20   | Jevon Tarantino      | Stati Uniti | 324.70 |      |
| 21   | Timo Klami           | Norvegia    | 323.85 |      |
| 22   | Grant Nel            | Australia   | 323.55 |      |
| 23   | Joona Puhakka        | Finlandia   | 302.65 |      |
| 24   | Ville Vahtola        | Finlandia   | 302.60 |      |
| 25   | Daniel Egaña         | Svezia      | 301.10 |      |
| 26   | Jonathan Malusardi   | Svizzera    | 294.85 |      |
| 27   | Ubirajara Barbosa    | Brasile     | 284.40 |      |
| 28   | Luis Villarroel      | Venezuela   | 283.00 |      |
| 29   | Wai Ching Poon       | Hong Kong   | 254.35 |      |
| 30   | Ioannis Gavriilidis  | Grecia      | 244.30 |      |

### Semifinali
I migliori 6 punteggi accedono alla finale

#### Semifinale A
| Pos. | Atleta             | Nazionalità | Punti  | Note |
| ---- | ------------------ | ----------- | ------ | ---- |
| 1    | He Chong           | Cina        | 462.60 | Q    |
| 2    | Cristopher Sacchin | Italia      | 427.90 | Q    |
| 3    | Chris Colwill      | Stati Uniti | 400.75 | Q    |
| 4    | Javier Illana      | Spagna      | 378.95 |      |
| 5    | Magnus Frick       | Svezia      | 374.10 |      |
| 6    | Jurij Kunakov      | Russia      | 330.70 |      |

#### Semifinale B
| Pos. | Atleta              | Nazionalità | Punti  | Note |
| ---- | ------------------- | ----------- | ------ | ---- |
| 1    | Luo Yutong          | Cina        | 463.40 | Q    |
| 2    | Illja Kvaša         | Ucraina     | 422.60 | Q    |
| 3    | Artem Lvov          | Russia      | 412.75 | Q    |
| 4    | Siarhei Kuchmasau   | Bielorussia | 387.75 |      |
| 5    | Patrick Hausding    | Germania    | 382.85 |      |
| 6    | Tobias Schellenberg | Germania    | 376.40 |      |

### Finale
| Pos.    | Atleta             | Nazionalità | Punti  | Note |
| ------- | ------------------ | ----------- | ------ | ---- |
| Oro     | Luo Yutong         | Cina        | 477.40 |      |
| Argento | He Chong           | Cina        | 469.85 |      |
| Bronzo  | Cristopher Sacchin | Italia      | 441.40 |      |
| 4       | Chris Colwill      | Stati Uniti | 432.10 |      |
| 5       | Illja Kvaša        | Ucraina     | 414.90 |      |
| 6       | Artem Lvov         | Russia      | 393.15 |      |